# Розове
Ро́зове (до 1948 року — Казбі́й-Елі́, крим. Qazbiy Eli) — село в Україні, у Бахчисарайському районі Автономної Республіки Крим. Підпорядковане Ароматненській сільській раді. Розташоване на заході району.

## Населення
Згідно з переписом УРСР 1989 року чисельність наявного населення села становила 3 особи, з яких 1 чоловік та 2 жінки.
За переписом населення України 2001 року в селі мешкала 1 особа. 100 % населення вказало своєю рідною мовою російську мову.